# Yūzō Wada
Yūzō Wada (jap. 和田 雄三, Wada Yūzō; * 2. Mai 1980 in der Präfektur Shizuoka) ist ein ehemaliger japanischer Fußballspieler.

## Karriere
Wada erlernte das Fußballspielen in der Jugendmannschaft von Shimizu S-Pulse. Seinen ersten Vertrag unterschrieb er 1998 bei den Shimizu S-Pulse. Der Verein spielte in der höchsten Liga des Landes, der J1 League. 1998 erreichte er das Finale des Kaiserpokal. 1999 wurde er mit dem Verein Vizemeister der J1 League. Für den Verein absolvierte er 13 Erstligaspiele. 2000 wechselte er zum Zweitligisten Ōita Trinita. Für den Verein absolvierte er 21 Spiele. 2003 wechselte er zum Ligakonkurrenten Ventforet Kofu. Ende 2003 beendete er seine Karriere als Fußballspieler.

## Erfolge
Shimizu S-Pulse
- J1 League

Vizemeister: 1999
- Kaiserpokal

Finalist: 1998